# Sölve Rydell
Sölve Rydell är en svensk författare, som utöver romaner och sångtexter också skrivit för teatern, radion och musikalscenen.
Rydell har även skrivit julsången "Julen är här" tillsammans med Billy Butt.

## Priser och utmärkelser
- 1996 – Ivar Lo-priset

### Fotnoter
1. ↑  ”Julen är här”. Svensk mediedatabas. 27 maj 1989. http://smdb.kb.se/catalog/id/001480124. Läst 29 december 2013.